# 斯巴达 (市镇)
斯巴达（希臘語：Σπάρτη）是希腊伯罗奔尼撒大区拉科尼亚专区的一个市镇及该专区的首府。坐落于伯罗奔尼撒半岛南部，塔伊耶托斯山脉东麓，埃夫罗塔斯河富饶的河谷地带。市镇面积为1,181.8平方公里，2021年人口数量为32,786人。
现今的市镇设立于2011年地方政府改革中，由原7个市镇合并而成，原市镇则称为新市镇的7个市区。斯巴达市区（即原斯巴达市镇）的面积为84.5平方公里，2021年人口数量为19,865人，包括同名社区及另外4个社区，同名社区的人口数量为17,773人。
历史上的斯巴达曾经是希腊最强大的城邦。今天的斯巴达是1834年重建的，市内古迹已不多见。它位于古代斯巴达的遗址之上。

## 人口数据
| 年份 | 同名社区 | 同名市区 | 整个市镇 |
| ---- | -------- | -------- | -------- |
| 1961 | 10,412   | —        | —        |
| 1981 | 12,975   | —        | —        |
| 1991 | 13,011   | 16,322   | —        |
| 2001 | 14,817   | 19,567   | —        |
| 2011 | 17,408   | 19,854   | 35,259   |
| 2021 | 17,773   | 19,865   | 32,786   |